# Plasmoptise
Plasmoptise é o nome que se dá ao fenômeno ocorrido quando a célula absorve muito líquido na citoplasma,(a membrana plasmática tem a capacidade de se esticar, porém se esticada a certo ponto ela se desfaz) chega certo ponto que ela se rompe e ejeta suas organelas e citoplasma.
Este fenômeno não ocorre em bactérias (pois sua parede celular é mais firme por causa da sua dupla camada.) E nem em células vegetais (pois as células vegetais são revestidas por uma parede celular muito resistente e que não se estica).